# ازدواج همجنس در ایلینوی
ازدواج همجنس‌ها در ایلینوی از ۱ ژوئن ۲۰۱۴ انجام می‌شود. ایلینوی شانزدهمین ایالت آمریکا بود که ازدواج همجنس‌ها را قانونی اعلام کرد.

## تاریخچه
مراحل قانونی‌سازی ازدواج همجنس‌ها در ایلینوی در نوامبر ۲۰۱۳ انجام شد و تاریخ ۱ ژوئن ۲۰۱۴ برای اجرای قانون تعیین گردید. در فوریه ۲۰۱۴ یک دادگاه ناحیه‌ای در شیکاگو حکم کرد که زوج‌های همجنس در شهرستان کوک می‌توانند تا پیش از تاریخ تعیین شده ازدواج کنند. تا پیش از ۱ ژوئن ۲۰۱۴، شانزده شهرستان دیگر نیز ازدواج زوج‌های همجنس را اجرا کردند.